# Kurabka (gromada)
Kurabka – dawna gromada, czyli najmniejsza jednostka podziału terytorialnego Polskiej Rzeczypospolitej Ludowej w latach 1954–1972.
Gromady, z gromadzkimi radami narodowymi (GRN) jako organami władzy najniższego stopnia na wsi, funkcjonowały od reformy reorganizującej administrację wiejską przeprowadzonej jesienią 1954 do momentu ich zniesienia z dniem 1 stycznia 1973, tym samym wypierając organizację gminną w latach 1954–1972.
Gromadę Kurabka siedzibą GRN w Kurabce utworzono – jako jedną z 8759 gromad na obszarze Polski – w powiecie łowickim w woj. łódzkim, na mocy uchwały nr 33/54 WRN w Łodzi z dnia 4 października 1954. W skład jednostki weszły obszary dotychczasowych gromad Kęszyce i Kęszyce Nowe ze zniesionej gminy Kompina oraz obszary dotychczasowych gromad Kurabka i Ziąbki wraz z częścią obszaru dotychczasowej gromady Humin Dobra Ziemskie (położoną na północ od lasów państwowych) ze zniesionej gminy Bolimów w tymże powiecie. Dla gromady ustalono 11 członków gromadzkiej rady narodowej.
Gromadę zniesiono 1 stycznia 1959, a jej obszar włączono do gromady Bolimów w tymże powiecie.